# Ruth Bader Ginsburg
 Der er for få eller ingen kildehenvisninger i denne artikel, hvilket er et problem. Du kan hjælpe ved at angive troværdige kilder til de påstande, som fremføres i artiklen.

Ruth Bader Ginsburg (døbt "Joan Ruth Bader"; født 15. marts 1933, død 18. september 2020 i Washington, D.C.) var dommer i USA's højesteret. Ginsburg blev udpeget af Bill Clinton i 1993 og var den anden kvindelige dommer (efter Sandra Day O'Connor), der har været en del af højesteretten. 
Ginsburg brugte meget af sin karriere på at fremme ligestilling og kvinderettigheder. Hun har undervist på Rutgers Law School og Columbia Law School, som en af de få kvinder i sit felt. Ginsburg er blevet beskrevet som et 'popkulturfænomen' og der er blevet oprettet en Tumblrside og memes om 'The Notorius R.B.G.'